# Cal Janó (Avià)
Cal Janó (o Cal Jenó) és una masia del terme municipal d'Avià, al Baix Berguedà. És un edifici catalogat com a patrimoni immoble al patmapa de la Generalitat de Catalunya amb el número d'inventari 2992 (1983) i al mapa de patrimoni de la Diputació de Barcelona té el número d'element 08011/117. És un edifici d'ús residencial i de titularitat privada que està en bon estat de conservació i que no està protegit.

## Situació geogràfica
Cal Janó éstà situada a prop del nucli d'Avià, just al sud del camp municipal de futbol del poble. La Coromina, Ca la Verònica, Cal Ramonet i Cal Coloma en són les masies més properes.

## Descripció i característiques
Cal Janó és una masia orientada a migjorn estructurada en planta baixa i dos pisos coberta a dues aigües amb teula àrab. El parament és a base de pedres de diverses mides unides amb molt de morter. La façana està parcialment arrebossada. Les obertures són de petites dimensions, disposades de forma aleatòria. L'entrada principal està a un dels costats de la façana i té per llinda una gran biga de fusta. Al costat esquerre hi ha un cobert fet de maó deixat a la vista i cobert amb fibrociment (uralita).
L'actual edifici és totalment nou. Es va construir el 1999, ja que hi havia un edifici antic en el lloc. Aquesta primera casa antiga era molt petita, feta de tàpia i es va ampliar al Segle XIX. Aquesta nova casa era de pedra barrejada i tenia cantoneres d'obra vista. El galliner del costat tenia una pedra en què hi havia la data de 1878 gravada. A l'inventari de patrimoni de la Generalitat de Catalunya de 1983 existeix una foto de l'edifici antic.

## Història
La masia és fruit de diversos moments constructius. Al principi hi havia una construcció de més reduïdes dimensions i possiblement al s. XIX es fa la primera ampliació; això és visible al parament de la façana. L'ampliació també es feu a la zona del darrere, canviant profundament la concepció estructural primitiva. En un roc de l'actual galliner trobem la data de 1878.
No es coneix la data de construcció de la primera casa, però es creu que era de finals del Segle XVIII. José Mercadal apareix com el seu propietari en els Amillaraments de 1862 i de 1879. Aquest va ser el que va ampliar la casa.